# Vama (Suceava megye)
Vama település Romániában, Bukovinában, Suceava megyében.

## Fekvése
A DN 17-es úton, Vatra Moldovițeitől 14 km-re a Moldova és a Moldovita folyók találkozásánál fekvő település.

## Története
Vama nevét a 15. század elején, Alexandru cel Bun fejedelem uralkodása alatt említette először oklevél.
A település a középkorban vámszedőhely, az Erdély északi hágóin átkelő kereskedelmi út fontos állomása volt.
1409-ben Alexandru cel Bun a falut a moldvai kolostornak adományozta, de a falu vámszedési joga csak a 16. század elején szűnt meg, a vámjogot ekkor Cimpulung Moldovnesc vette át.
A falut átszelő DN 17-es út 201-es kilométerkövének közelében  áll az 1718-ban emelt "Stilpul lui Voda" Fejedelem emlékoszlop, melyet Tatár-emléknek is neveznek. Mihail Racovita fejedelem állíttatta annak emlékére, hogy előző évben tatár segédlettel benyomult Erdélybe. Az emlékművet sziklából faragták, hasáb alakú és a tetején gúla van.
A település érdekessége még népviselete, a gazdagon díszített kis bundák.

## Hivatkozások

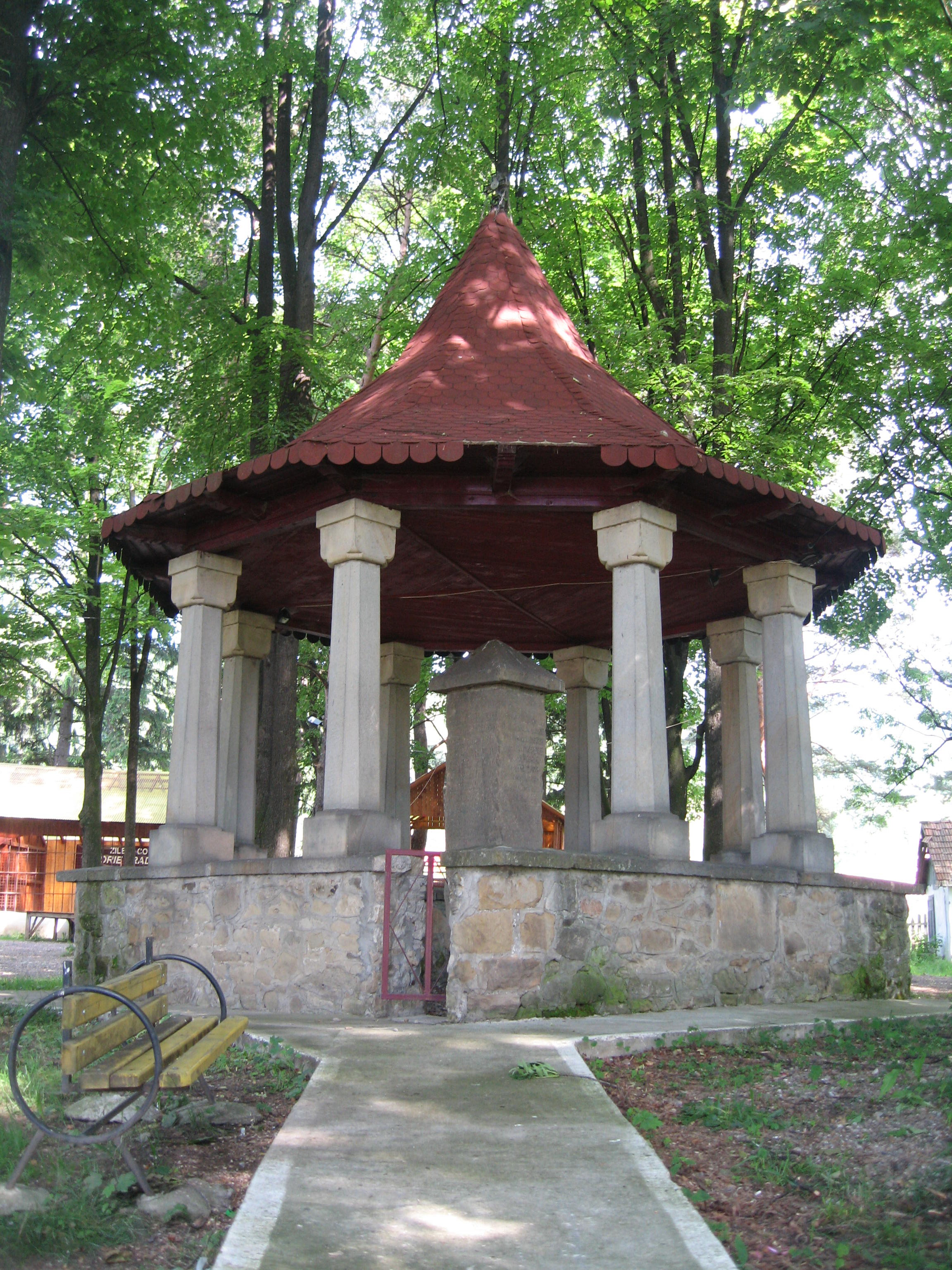
A fejedelem emlékoszlopa

## Nevezetességek
- Fatemploma - 1783-ban épült.
- A fejedelem emlékoszlopa